# ガウスの連分数
複素解析におけるガウスの連分数（ガウスのれんぶんすう、英: Gauss's continued fraction）は、超幾何関数から導出される特別なクラスの一般化連分数である。これは数学史上最も早く見出された解析的な連分数の一つであり、いくつかの重要な初等関数およびより複雑な超越関数の表現に用いることができる。

## 歴史
ヨハン・ハインリヒ・ランベルトはこの形式の連分数のいくつかの例を1768年に発表し、またレオンハルト・オイラーとジョゼフ＝ルイ・ラグランジュは同様の構造についての研究を行った。しかし、以下の節に記すような算法を基にして、これらの連分数の一般的な形式を導いたのはカール・フリードリヒ・ガウスであった（1813年）。
ガウスは連分数の形式を与えはしたが、その収束性についての証明は与えなかった。ベルンハルト・リーマンと L.W.トーメは部分的な結果を得ていたが、これらの連分数の収束性に関して最終的な結論がまとめられたのは1901年、エドワード・ヴァン・ヴレックによってであった。

## 導出
{\displaystyle f_{0},f_{1},f_{2},\dots } を解析関数の列で、任意の {\displaystyle i>0} に対し
{\displaystyle f_{i-1}-f_{i}=k_{i}\,z\,f_{i+1}}
を満たすものとする。ここで各 {\displaystyle k_{i}} は定数である。
このとき
{\displaystyle {\frac {f_{i-1}}{f_{i}}}=1+k_{i}z{\frac {f_{i+1}}{f_{i}}},{\text{ and so }}{\frac {f_{i}}{f_{i-1}}}={\frac {1}{1+k_{i}z{\frac {f_{i+1}}{f_{i}}}}}}
{\displaystyle g_{i}=f_{i}/f_{i-1}} とおくと
{\displaystyle g_{i}={\frac {1}{1+k_{i}zg_{i+1}}}}
より、
{\displaystyle g_{1}={\frac {f_{1}}{f_{0}}}={\cfrac {1}{1+k_{1}zg_{2}}}={\cfrac {1}{1+{\cfrac {k_{1}z}{1+k_{2}zg_{3}}}}}={\cfrac {1}{1+{\cfrac {k_{1}z}{1+{\cfrac {k_{2}z}{1+k_{3}zg_{4}}}}}}}=\cdots .\ }
これを無限に続けると、連分数展開
{\displaystyle {\frac {f_{1}}{f_{0}}}={\cfrac {1}{1+{\cfrac {k_{1}z}{1+{\cfrac {k_{2}z}{1+{\cfrac {k_{3}z}{1+{}\ddots }}}}}}}}}
が得られる。
ガウスの連分数では、関数列 {\displaystyle f_{i}} を {\displaystyle {}_{0}F_{1}}, {\displaystyle {}_{1}F_{1}}, {\displaystyle {}_{2}F_{1}} の形の超幾何関数とする。等式 {\displaystyle f_{i-1}-f_{i}=k_{i}zf_{i+1}} は整数部分だけずらした関数間の恒等式から生じる。これらの恒等式は、級数展開をして係数を比較したり、何度か微分して消えることを確かめるといった方法で示すことができる。

### 0F1による展開
最も簡単なものは、関数
{\displaystyle \,_{0}F_{1}(a;z)=1+{\frac {1}{a\,1!}}z+{\frac {1}{a(a+1)\,2!}}z^{2}+{\frac {1}{a(a+1)(a+2)\,3!}}z^{3}+\cdots }
を使った恒等式
{\displaystyle \,_{0}F_{1}(a-1;z)-\,_{0}F_{1}(a;z)={\frac {z}{a(a-1)}}\,_{0}F_{1}(a+1;z)}
から始めるもので、
{\displaystyle f_{i}={}_{0}F_{1}(a+i;z),\,k_{i}={\tfrac {1}{(a+i)(a+i-1)}}}
と置けば次の展開が得られる。
{\displaystyle {\frac {\,_{0}F_{1}(a+1;z)}{\,_{0}F_{1}(a;z)}}={\cfrac {1}{1+{\cfrac {{\frac {1}{a(a+1)}}z}{1+{\cfrac {{\frac {1}{(a+1)(a+2)}}z}{1+{\cfrac {{\frac {1}{(a+2)(a+3)}}z}{1+{}\ddots }}}}}}}}}
または
{\displaystyle {\frac {\,_{0}F_{1}(a+1;z)}{a\,_{0}F_{1}(a;z)}}={\cfrac {1}{a+{\cfrac {z}{(a+1)+{\cfrac {z}{(a+2)+{\cfrac {z}{(a+3)+{}\ddots }}}}}}}}}
これらの展開は、2つの収束級数の比による有理型関数に収束する（ただし当然、a は0や負の整数であってはいけない）。

### 1F1による展開
次は、関数
{\displaystyle {}_{1}F_{1}(a;b;z)=1+{\frac {a}{b\,1!}}z+{\frac {a(a+1)}{b(b+1)\,2!}}z^{2}+{\frac {a(a+1)(a+2)}{b(b+1)(b+2)\,3!}}z^{3}+\cdots }
から生じる2通りの恒等式
{\displaystyle \,_{1}F_{1}(a;b-1;z)-\,_{1}F_{1}(a+1;b;z)={\frac {(a-b+1)z}{b(b-1)}}\,_{1}F_{1}(a+1;b+1;z)}
{\displaystyle \,_{1}F_{1}(a;b-1;z)-\,_{1}F_{1}(a;b;z)={\frac {az}{b(b-1)}}\,_{1}F_{1}(a+1;b+1;z)}
を交互に用いて、
{\displaystyle f_{0}(z)=\,_{1}F_{1}(a;b;z),}
{\displaystyle f_{1}(z)=\,_{1}F_{1}(a+1;b+1;z),}
{\displaystyle f_{2}(z)=\,_{1}F_{1}(a+1;b+2;z),}
{\displaystyle f_{3}(z)=\,_{1}F_{1}(a+2;b+3;z),}
{\displaystyle f_{4}(z)=\,_{1}F_{1}(a+2;b+4;z)}
…と置く。これより恒等式群 {\displaystyle f_{i-1}-f_{i}=k_{i}zf_{i+1}} （ここで {\displaystyle k_{1}={\tfrac {a-b}{b(b+1)}},k_{2}={\tfrac {a+1}{(b+1)(b+2)}},k_{3}={\tfrac {a-b-1}{(b+2)(b+3)}},k_{4}={\tfrac {a+2}{(b+3)(b+4)}}}, …）が定まって次の展開が得られる。
{\displaystyle {\frac {{}_{1}F_{1}(a+1;b+1;z)}{{}_{1}F_{1}(a;b;z)}}={\cfrac {1}{1+{\cfrac {{\frac {a-b}{b(b+1)}}z}{1+{\cfrac {{\frac {a+1}{(b+1)(b+2)}}z}{1+{\cfrac {{\frac {a-b-1}{(b+2)(b+3)}}z}{1+{\cfrac {{\frac {a+2}{(b+3)(b+4)}}z}{1+{}\ddots }}}}}}}}}}}
または
{\displaystyle {\frac {{}_{1}F_{1}(a+1;b+1;z)}{b{}_{1}F_{1}(a;b;z)}}={\cfrac {1}{b+{\cfrac {(a-b)z}{(b+1)+{\cfrac {(a+1)z}{(b+2)+{\cfrac {(a-b-1)z}{(b+3)+{\cfrac {(a+2)z}{(b+4)+{}\ddots }}}}}}}}}}}
同様に
{\displaystyle {\frac {{}_{1}F_{1}(a;b+1;z)}{{}_{1}F_{1}(a;b;z)}}={\cfrac {1}{1+{\cfrac {{\frac {a}{b(b+1)}}z}{1+{\cfrac {{\frac {a-b-1}{(b+1)(b+2)}}z}{1+{\cfrac {{\frac {a+1}{(b+2)(b+3)}}z}{1+{\cfrac {{\frac {a-b-2}{(b+3)(b+4)}}z}{1+{}\ddots }}}}}}}}}}}
または
{\displaystyle {\frac {{}_{1}F_{1}(a;b+1;z)}{b{}_{1}F_{1}(a;b;z)}}={\cfrac {1}{b+{\cfrac {az}{(b+1)+{\cfrac {(a-b-1)z}{(b+2)+{\cfrac {(a+1)z}{(b+3)+{\cfrac {(a-b-2)z}{(b+4)+{}\ddots }}}}}}}}}}}
{\displaystyle {}_{1}F_{1}(0;b;z)=1} であるから、最初の連分数で a を0と置き、b + 1 を b で置き換えると次の単純化された特別な連分数が得られる。
{\displaystyle {}_{1}F_{1}(1;b;z)={\cfrac {1}{1+{\cfrac {-z}{b+{\cfrac {z}{(b+1)+{\cfrac {-bz}{(b+2)+{\cfrac {2z}{(b+3)+{\cfrac {-(b+1)z}{(b+4)+{}\ddots }}}}}}}}}}}}}

### 2F1による展開
最後は
{\displaystyle {}_{2}F_{1}(a,b;c;z)=1+{\frac {ab}{c\,1!}}z+{\frac {a(a+1)b(b+1)}{c(c+1)\,2!}}z^{2}+{\frac {a(a+1)(a+2)b(b+1)(b+2)}{c(c+1)(c+2)\,3!}}z^{3}+\cdots }
から、再び2つの恒等式を交互に用いる。
{\displaystyle \,_{2}F_{1}(a,b;c-1;z)-\,_{2}F_{1}(a+1,b;c;z)={\frac {(a-c+1)bz}{c(c-1)}}\,_{2}F_{1}(a+1,b+1;c+1;z)}
{\displaystyle \,_{2}F_{1}(a,b;c-1;z)-\,_{2}F_{1}(a,b+1;c;z)={\frac {(b-c+1)az}{c(c-1)}}\,_{2}F_{1}(a+1,b+1;c+1;z)}
これら2式は a と b の入れ替えに対し本質的に不変である。
{\displaystyle f_{0}(z)=\,_{2}F_{1}(a,b;c;z),}
{\displaystyle f_{1}(z)=\,_{2}F_{1}(a+1,b;c+1;z),}
{\displaystyle f_{2}(z)=\,_{2}F_{1}(a+1,b+1;c+2;z),}
{\displaystyle f_{3}(z)=\,_{2}F_{1}(a+2,b+1;c+3;z),}
{\displaystyle f_{4}(z)=\,_{2}F_{1}(a+2,b+2;c+4;z),}
…とおく。これより恒等式群 {\displaystyle f_{i-1}-f_{i}=k_{i}zf_{i+1}} （ここで {\displaystyle k_{1}={\tfrac {(a-c)b}{c(c+1)}},k_{2}={\tfrac {(b-c-1)(a+1)}{(c+1)(c+2)}},k_{3}={\tfrac {(a-c-1)(b+1)}{(c+2)(c+3)}},k_{4}={\tfrac {(b-c-2)(a+2)}{(c+3)(c+4)}}}, …）が定まって次の展開が得られる。
{\displaystyle {\frac {{}_{2}F_{1}(a+1,b;c+1;z)}{{}_{2}F_{1}(a,b;c;z)}}={\cfrac {1}{1+{\cfrac {{\frac {(a-c)b}{c(c+1)}}z}{1+{\cfrac {{\frac {(b-c-1)(a+1)}{(c+1)(c+2)}}z}{1+{\cfrac {{\frac {(a-c-1)(b+1)}{(c+2)(c+3)}}z}{1+{\cfrac {{\frac {(b-c-2)(a+2)}{(c+3)(c+4)}}z}{1+{}\ddots }}}}}}}}}}}
または
{\displaystyle {\frac {{}_{2}F_{1}(a+1,b;c+1;z)}{c{}_{2}F_{1}(a,b;c;z)}}={\cfrac {1}{c+{\cfrac {(a-c)bz}{(c+1)+{\cfrac {(b-c-1)(a+1)z}{(c+2)+{\cfrac {(a-c-1)(b+1)z}{(c+3)+{\cfrac {(b-c-2)(a+2)z}{(c+4)+{}\ddots }}}}}}}}}}}
{\displaystyle {}_{2}F_{1}(0,b;c;z)=1} であるから、a を 0 と置き、c + 1 を c で置き換えると次の単純化された特別な連分数が得られる。
{\displaystyle {}_{2}F_{1}(1,b;c;z)={\cfrac {1}{1+{\cfrac {-bz}{c+{\cfrac {(b-c)z}{(c+1)+{\cfrac {-c(b+1)z}{(c+2)+{\cfrac {2(b-c-1)z}{(c+3)+{\cfrac {-(c+1)(b+2)z}{(c+4)+{}\ddots }}}}}}}}}}}}}

## 収束性
この節では、1個以上のパラメータが負の整数である場合は考えないことにする。そのような場合、超幾何関数は定義されないか、または多項式に退化するために連分数展開が有限回で止まるからである。その他の自明な状況も排除するものとする。
{\displaystyle {}_{0}F_{1}} と {\displaystyle {}_{1}F_{1}} の場合、級数は任意の点で収束し、左辺の分数関数は有理型関数になる。右辺の連分数は極を含まない任意の閉で有界な集合上一様に収束する。
{\displaystyle {}_{2}F_{1}} の場合、展開の収束半径は 1 で、左辺の関数はこの円板の内部で有理型関数を表す。右辺の連分数はこの円板内部の任意の点で収束する。
円板の外部では、連分数は +1 から無限遠点までを除いた実軸に沿って解析接続された関数を表す。+1 が分岐点、+1から無限遠点への実軸上の半直線が分岐截線とされることが多い。右辺の連分数はこの領域で有理型関数へ収束し、また極を含まない任意の有界閉集合上で収束は一様である。

## 応用

### 0F1による展開
{\displaystyle \cosh(z)=\,_{0}F_{1}({\tfrac {1}{2}};{\tfrac {z^{2}}{4}})}
{\displaystyle \sinh(z)=z\,_{0}F_{1}({\tfrac {3}{2}};{\tfrac {z^{2}}{4}})}
より、
{\displaystyle \tanh(z)={\frac {z\,_{0}F_{1}({\tfrac {3}{2}};{\tfrac {z^{2}}{4}})}{\,_{0}F_{1}({\tfrac {1}{2}};{\tfrac {z^{2}}{4}})}}={\cfrac {z/2}{{\tfrac {1}{2}}+{\cfrac {\tfrac {z^{2}}{4}}{{\tfrac {3}{2}}+{\cfrac {\tfrac {z^{2}}{4}}{{\tfrac {5}{2}}+{\cfrac {\tfrac {z^{2}}{4}}{{\tfrac {7}{2}}+{}\ddots }}}}}}}}={\cfrac {z}{1+{\cfrac {z^{2}}{3+{\cfrac {z^{2}}{5+{\cfrac {z^{2}}{7+{}\ddots }}}}}}}}}
この展開は特にランベルトの連分数として知られており、初出は1768年にまで遡る。
これより次式がすぐに従う。
{\displaystyle \tan(z)={\cfrac {z}{1-{\cfrac {z^{2}}{3-{\cfrac {z^{2}}{5-{\cfrac {z^{2}}{7-{}\ddots }}}}}}}}}
tanh の展開は、ネイピア数の任意の整数乗 en が無理数であることを証明するのに使うことができる（しかし残念なことに、e が超越数であることを証明するのには力不足である）。tan の展開はランベルトとアドリアン＝マリ・ルジャンドルによって円周率の無理性の証明に用いられた。
ベッセル関数 {\displaystyle J_{\nu }} は次のように表示できる。
{\displaystyle J_{\nu }(z)={\frac {({\tfrac {1}{2}}z)^{\nu }}{\Gamma (\nu +1)}}\,_{0}F_{1}(\nu +1;-{\frac {z^{2}}{4}})}
これより、
{\displaystyle {\frac {J_{\nu }(z)}{J_{\nu -1}(z)}}={\cfrac {z}{2\nu -{\cfrac {z^{2}}{2(\nu +1)-{\cfrac {z^{2}}{2(\nu +2)-{\cfrac {z^{2}}{2(\nu +3)-{}\ddots }}}}}}}}}
これらの等式は全ての複素数 z に対し成り立つ。

### 1F1による展開
{\displaystyle e^{z}={}_{1}F_{1}(1;1;z)}, {\displaystyle 1/e^{z}=e^{-z}} より
{\displaystyle e^{z}={\cfrac {1}{1+{\cfrac {-z}{1+{\cfrac {z}{2+{\cfrac {-z}{3+{\cfrac {2z}{4+{\cfrac {-2z}{5+{}\ddots }}}}}}}}}}}}}
{\displaystyle e^{z}=1+{\cfrac {z}{1+{\cfrac {-z}{2+{\cfrac {z}{3+{\cfrac {-2z}{4+{\cfrac {2z}{5+{}\ddots }}}}}}}}}}}
これを使って少し計算すると、e の簡単な連分数表示が得られる。
{\displaystyle e=2+{\cfrac {1}{1+{\cfrac {1}{2+{\cfrac {1}{1+{\cfrac {1}{1+{\cfrac {1}{4+{}\ddots }}}}}}}}}}}
次式で与えられる誤差関数 erf (z)
{\displaystyle \operatorname {erf} (z)={\frac {2}{\sqrt {\pi }}}\int _{0}^{z}e^{-t^{2}}\,dt}
もまた、クンマーの超幾何関数として
{\displaystyle \operatorname {erf} (z)={\frac {2z}{\sqrt {\pi }}}e^{-z^{2}}\,_{1}F_{1}(1;{\scriptstyle {\frac {3}{2}}};z^{2})}
と計算でき、ガウスの連分数表示を用いると全ての z に対し成り立つ有用な公式が得られる。
{\displaystyle {\frac {\sqrt {\pi }}{2}}e^{z^{2}}\operatorname {erf} (z)={\cfrac {z}{1-{\cfrac {z^{2}}{{\frac {3}{2}}+{\cfrac {z^{2}}{{\frac {5}{2}}-{\cfrac {{\frac {3}{2}}z^{2}}{{\frac {7}{2}}+{\cfrac {2z^{2}}{{\frac {9}{2}}-{\cfrac {{\frac {5}{2}}z^{2}}{{\frac {11}{2}}+{\cfrac {3z^{2}}{{\frac {13}{2}}-{\cfrac {{\frac {7}{2}}z^{2}}{{\frac {15}{2}}+-\ddots }}}}}}}}}}}}}}}}}
同様の議論によってフレネル積分、ドーソン関数、不完全ガンマ関数に対する連分数展開表示が得られる。簡易化版の議論からは指数関数の2通りの有用な連分数展開表示が得られる。

### 2F1による展開
{\displaystyle (1-z)^{-b}={}_{1}F_{0}(b;;z)=\,_{2}F_{1}(1,b;1;z),}
{\displaystyle (1-z)^{-b}={\cfrac {1}{1+{\cfrac {-bz}{1+{\cfrac {(b-1)z}{2+{\cfrac {-(b+1)z}{3+{\cfrac {2(b-2)z}{4+{}\ddots }}}}}}}}}}}
から、arctan z の0を中心としたテイラー展開が容易に求まる。
{\displaystyle \arctan z=zF({\scriptstyle {\frac {1}{2}}},1;{\scriptstyle {\frac {3}{2}}};-z^{2})}
これにガウスの連分数表示を用いると、展開
{\displaystyle \arctan z={\cfrac {z}{1+{\cfrac {(1z)^{2}}{3+{\cfrac {(2z)^{2}}{5+{\cfrac {(3z)^{2}}{7+{\cfrac {(4z)^{2}}{9+\ddots }}}}}}}}}}}
が得られる。この展開は、虚軸上 i から無限遠点まで、−i から無限遠点までが切り取られた複素平面において逆正接関数の主枝 (数学)に収束する。
この連分数は z = 1 で非常に高速に収束し、第9番目までの展開で π/4 の値を小数第7位まで与える。対応する級数
{\displaystyle {\frac {\pi }{4}}={\cfrac {1}{1+{\cfrac {1^{2}}{2+{\cfrac {3^{2}}{2+{\cfrac {5^{2}}{2+\ddots }}}}}}}}=1-{\frac {1}{3}}+{\frac {1}{5}}-{\frac {1}{7}}\pm \cdots }
の収束は非常に遅く、小数第7位まで正確に計算するには百万項以上を必要とする。
これと同様の論法で、自然対数、逆正弦関数、一般化二項級数といった関数の連分数表示が得られる。